# Popis masonskih velikih loža u Sjevernoj Americi
Slobodno zidarstvo je prisutno u Sjevernoj Americi, odnosno Kanadi i Sjedinjenim Američkim Državama. U ove dvije države regularne velike lože, priznate od Ujedinjene velike lože Engleske, organizirane su na razini saveznih država, odnosno pokrajina, u svakoj od njih, dok je više od jedne velike lože liberalnog i adogmatskog ustroja prisutno u obje države.

## Kanada

### Regularni ustroj
U Kanadi ima 11 regularnih velikih loža raspoređenih prema kanadskim pokrajinama i teritorijima i priznatih od Ujedinjene velike lože Engleske (UGLE).
- Velika loža Alberte (engl. Grand Lodge of Alberta)[1] djeluje u pokrajini Alberta. Članstvo: COGMNA.
- Velika loža Britanske Kolumbije i Yukona (Grand Lodge of British Columbia and Yukon)[2] djeluje u pokrajini Britanska Kolumbija i teritoriji Yukon. Članstvo: COGMNA.
- Velika loža Manitobe (Grand Lodge of Manitoba), skraćeno GLMb,[3] djeluje u pokrajini Manitoba. Članstvo: COGMNA.
- Velika loža Newfoundlanda i Labradora (Grand Lodge of Newfoundland and Labrador), skraćeno GLNL,[4] djeluje u pokrajini Newfoundland i Labrador. Članstvo: COGMNA.
- Velika loža Novog Brunswicka (Grand Lodge of New Brunswick)[5] djeluje u pokrajini Novi Brunswick.
- Velika loža Nove Škotske (Grand Lodge of Nova Scotia)[6] djeluje u pokrajini Nova Škotska.
- U Ontariju su dvije velike lože:
  - Velika loža Kanade u Pokrajini Ontario (Grand Lodge of Canada in the Province of Ontario), skraćeno GLCPO.[7] Članstvo: COGMNA.
  - Prince Hall velika loža Pokrajine Ontario i nadležnosti (Prince Hall Grand Lodge Province of Ontario and Jurisdiction ), skraćeno PHGLPO,[8] je Prince Hall velika loža. Članstvo: PHA.
- Velika loža Otoka Princa Edvarda (Grand Lodge of Prince Edward Island)[9] djeluje u pokrajini Otok princa Edwarda.
- Velika loža Quebeca (Grand Lodge of Quebec; fran. Grande Loge du Québec) djeluje u pokrajini Québec. Članstvo: COGMNA.
- Velika loža Saskatchewana (Grand Lodge of Saskatchewan)[10] djeluje u pokrajini Saskatchewan. Članstvo: COGMNA.

Drugo:
- Prince Hall velika loža Alberte (Prince Hall Grand Lodge of Alberta) djeluje u pokrajini Alberta. Članstvo: PHA.
- Kotarska velika loža Newfoundlanda i Labradora (District Grand Lodge of Newfoundland and Labrador)[11] je kotarska velika loža u strukturi Velike lože Škotske (GLS).
- Skupina loža Montreala i Halifaxa (Montreal and Halifax Group of Lodges) je skupina loža u strukturi Ujedinjene velike lože Engleske (UGLE).

### Kontinentalni ustroj
- Velika loža Kanade španjolskog jezika (španj. Gran Logia de Lengua Española de Canadá)
- Kanadske pionirske lože – "Le Droit Humain" u Kanadi (fran. Loges Pionnières canadiennes – Le Droit Humain au Canada)[12] je ogranak je međunaronog Le Droit Humain-a.
- Velika loža "Ani" Kanade (fran. Grande Loge ANI du Canada),[13] je mješovita velika loža. Nosi naziv po Aniju, srednjovjekovnom armenskom gradu. Članstvo: CLIPSAS.
- Velika nacionalna loža Kanade (fran. Grande Loge Nationale du Canada), skraćeno GLNC,[14] je mješovita velika loža. Članstvo: CLIPSAS.
- Velika mješovita loža Quebeca (fran. Grande Loge Mixte du Québec), skraćeno GLMdQ.[15]
- Veliki orijent Quebeca (fran. Grand Orient du Québec), skraćeno GOdQ.[16]

## Sjedinjene Američke Države
- 86 regularnih velikih loža djeluje u Sjedinjenim Američkim Državama raspoređenih po saveznim državama. U velikoj većini saveznih država djeluju po jedna osnovna velika loža i jedna  Prince Hall velika loža.
- Unija Georgea Washingtona (engl. George Washington Union), skraćeno GWU.[17] Članstvo: CLIPSAS.
- Najuzvišenija velika loža španjolskog jezika (španj. Serenísima Gran Logia de Lengua Española).[18] Članstvo: CLIPSAS.
- Velika univerzalna loža španjolskog jezika u Sjedinjenim Državama (španj. Gran Logia Universal de Habla Hispana en los Estados Unidos de America). Članstvo: CLIPSAS.
- Veliki orijent Sjedinjenih Država (Grand Orient of the United States)[19]
- Velika nacionalna loža drevnih i prihvaćenih slobodnih zidara Yorčkog obreda (National Grand Lodge of Free & Accepted Ancient York Rite Masons)[20]
- Američka federacija "Le Droit Humain" (Le Droit Humain American Federation)[21] je ogranak međunaronog Le Droit Humain-a.
- Časni red univerzalne komasonerije (Honorable Order of Universal Co-Masonry)[22]

### Alabama
- Velika loža Alabame (eng. Grand Lodge of Alabama)[23] je regularna velika loža u saveznoj državi Alabama. Članstvo: COGMNA.
- Prince Hall velika loža Alabame (Prince Hall Grand Lodge of Alabama)[24] je regularna velika loža.
- Velika loža "Kralj Salomon" Alabame (King Solomon Grand Lodge of Alabama)[25][26]
- Velika loža "Maslinova grančica" (Olive Branch Grand Lodge)
- Velika loža "Izak" Arizone (Isaac Grand Lodge of Arizona). Članstvo: SOGLIA.

### Aljaska
- Velika loža Aljaske (eng. Grand Lodge of Alaska)[27] je regularna velika loža u saveznoj državi Aljaska. Članstvo: COGMNA.
- Prince Hall velika loža Aljaske (Prince Hall Grand Lodge of Alaska)[28] je regularna velika loža.

### Arizona
- Velika loža Arizone (eng. Grand Lodge of Arizona)[29] je regularna velika loža u saveznoj državi Arizona. Članstvo: COGMNA.
- Prince Hall velika loža Arizone (Prince Hall Grand Lodge of Arizona) je regularna velika loža.

### Arkansas
- Velika loža Arkansasa (eng. Grand Lodge of Arkansas)[30] je regularna velika loža u saveznoj državi Arkansas. Članstvo: COGMNA.
- Prince Hall velika loža Arkansasa (Prince Hall Grand Lodge of Arkansas).[31]
- Velika loža "Alfa" (Alpha Grand Lodge)
- Velika loža "Compact" (Compact Grand Lodge)
- Velika loža "Kralj Salomon" Arkansasa (King Solomon Grand Lodge of Arkansas). Članstvo: SOGLIA.

### Connecticut
- Velika loža Connecticuta (eng. Grand Lodge of Connecticut)[32] je regularna velika loža u saveznoj državi Connecticut. Članstvo: COGMNA.
- Prince Hall velika loža Connecticuta (Prince Hall Grand Lodge of Connecticut)[33] je regularna velika loža.

### Distrikt Columbia
- Velika loža Distrikta Columbia (eng. Grand Lodge of the District of Columbia)[34] je regularna velika loža u Distriktu Columbia. Članstvo: CMI i COGMNA.
- Prince Hall velika loža Distrikta Columbia (Prince Hall Grand Lodge of the District of Columbia)[35] je regularna velika loža.
- Velika loža "Heureka" (Eureka Grand Lodge)
- Velika loža "Kralj Salomon" (King Solomon Grand Lodge)

### Delaware
- Velika loža Delawarea (eng. Grand Lodge of Delaware)[36] je regularna velika loža u saveznoj državi Delaware. Članstvo: COGMNA.
- Prince Hall velika loža Delawarea (Prince Hall Grand Lodge of Delaware)[37] je regularna velika loža.
- Velika loža "Afrička harmonija" (African Harmony Grand Lodge)
- Velika loža "Imhotep" Delawarea (Imhotep Grand Lodge of Delaware). Članstvo: SOGLIA.

### Florida
- Velika loža Floride (eng. Grand Lodge of Florida)[38] je regularna velika loža u saveznoj državi Florida. Članstvo: COGMNA.
- Velika loža unije Floride i Belizea (Union Grand Lodge of State of Florida and Belize)[39] je regularna velika loža. Nadležna je i za Belize.
- Velika ujedinjena loža Floride (United Grand Lodge of Florida). Članstvo: SOGLIA (bivši).
- Velika loža "Meridijan" (Meridian Grand Lodge)[40]
- Velika loža "Izlazak sunca" Floride  (Sunrise Grand Lodge of Florida)[41]
- Velika loža "Renford Brown" (Renford P. Brown Grand Lodge)[42]
- Velika ujedinjena loža Kariba (španj. Gran Logia Unida de Las Antillas), skraćeno GLUDLA.[43] Članstvo: CMSA.

### Georgia
- Velika loža Georgije (eng. Grand Lodge of Georgia)[44] je regularna velika loža u saveznoj državi Georgia. Članstvo: COGMNA.
- Prince Hall velika loža Georgije (Prince Hall Grand Lodge of Georgia)[45] je regularna velika loža.
- Velika ujedinjena loža Georgije (United Grand Lodge of Georgia ).[46] Članstvo: SOGLIA.
- Velika loža "Jeff Long" (Jeff Long Grand Lodge).[47] Nosi naziv po Jeffersonu F. Longu, drugom Afroamerikancu u Zastupničkom domu Sjedinjenih Država i prvom iz Georgije.
- Velika loža "Glatki klesanac" (Smooth Ashlar Grand Lodge).[48]
- Velika loža "Sv. Josip" Georgije (St. Joseph Grand Lodge of Georgia).[49]

### Havaji
- Velika loža Havaja (eng. Grand Lodge of Hawaii)[50] je regularna velika loža u saveznoj državi Havaji. Članstvo: COGMNA.
- Prince Hall velika loža Havaja (Prince Hall Grand Lodge of Hawaii)[51] je regularna velika loža.

### Idaho
- Velika loža Idaha (eng. Grand Lodge of Idaho)[52] je regularna velika loža u saveznoj državi Idaho. Članstvo: COGMNA.
- Prince Hall velika loža Oregona, Idaha i Montane (Prince Hall Grand Lodge of Oregon, Idaho, and Montana)[53] je regularna velika loža koja djeluje u tri savezne države, Oregon, Idaho i Montana.

### Illinois
- Velika loža Illinoisa (eng. Grand Lodge of Illinois)[54] je regularna velika loža u saveznoj državi Illinois. Članstvo: COGMNA.
- Prince Hall velika loža Illinoisa (Prince Hall Grand Lodge of Illinois)[55] je regularna velika loža.
- Velika loža "Maslinska gora" (Mount Olive Grand Lodge). Nosi naziv po Maslinskoj gori u Jeruzalemu. Članstvo: SOGLIA.
- Velika loža "Sv. Ivan" Illinoisa (St. John Grand Lodge of Illinois).[56] Članstvo: SOGLIA.
- Velika loža "Kralj Menelik" (King Menelik Grand Lodge). Nosi naziv po Meneliku I. Članstvo: SOGLIA.
- Velika loža "Sv. Jakov" Illinoisa (St. James Grand Lodge of Illinois).[57]
- Velika loža "Sv. Marko" Illinoisa (St. Mark Grand Lodge of Illinois)[58]
- Velika ujedinjena loža Illinoisa (United Grand Lodge of Illinois).[59]
- Velika ujedinjena loža Države Illinois i njezine nadležnosti (United Grand Lodge of the State of Illinois and Its Jurisdiction).[60]

### Indiana
- Velika loža Indiane (eng. Grand Lodge of Indiana)[61] je regularna velika loža u saveznoj državi Indiana. Članstvo: COGMNA.
- Prince Hall velika loža Indiane (Prince Hall Grand Lodge of Indiana)[62] je regularna velika loža.
- Velika loža "Prince Edwin" Indiane (Prince Edwin Grand Lodge of Indiana)[63]

### Iowa
- Velika loža Iowe (eng. Grand Lodge of Iowa)[64] je regularna velika loža u saveznoj državi Iowa. Članstvo: COGMNA.
- Prince Hall velika loža Iowe (Prince Hall Grand Lodge of Iowa)[65] je regularna velika loža.

### Južna Dakota
- Velika loža Južne Dakote (eng. Grand Lodge of South Dakota)[66] je regularna velika loža u saveznoj državi Južna Dakota. Članstvo: COGMNA.

### Južna Karolina
- Velika loža Južne Karoline (eng. Grand Lodge of South Carolina)[67] je regularna velika loža u saveznoj državi Južna Karolina. Članstvo: COGMNA.
- Prince Hall velika loža Južne Karoline (Prince Hall Grand Lodge of South Carolina)[68]
- Velika loža drevnih i prihvaćenih slobodnih zidara Južne Karoline (South Carolina Grand Lodge of Ancient Free & Accepted Masons).[69] Članstvo: CLIPSAS.
- Velika loža "Palmetto" (Palmetto Grand Lodge)[70]

### Kansas
- Velika loža Kansas (eng. Grand Lodge of Kansas)[71] je regularna velika loža u saveznoj državi Kansas. Članstvo: COGMNA.
- Prince Hall velika loža Kansas (Prince Hall Grand Lodge of Kansas)[72] je regularna velika loža.

### Kalifornija
- Velika loža Kalifornije (eng. Grand Lodge of California)[73] je regularna velika loža u saveznoj državi Kalifornija. Članstvo: COGMNA.
- Prince Hall velika loža Kalifornije (Prince Hall Grand Lodge of California)[74] je regularna velika loža.
- Velika ženska loža Kalifornije (Women's Grand Lodge of California), skraćeno WGLCa.[75]
- Velika loža "Hiram Tirski" (Hiram of Tyre Grand Lodge)[76]
- Velika loža "Gora Nebo" (Mount Nebo Grand Lodge)
- Velika loža "Sinovi svjetla" (Sons of Light Grand Lodge)[77]
- Velika loža "Sv. Antun" Kalifornije (St. Anthony Grand Lodge of California)

### Kolorado
- Velika loža Kolorada (eng. Grand Lodge of Colorado)[78] je regularna velika loža u saveznoj državi Kolorado. Članstvo: COGMNA.
- Prince Hall velika loža Kolorada i njezine nadležnosti (Prince Hall Grand Lodge of Colorado and Its Jurisdiction)[79] je regularna velika loža koja pored Kolorada djeluje i u Wyomingu i Utahu.

### Kentucky
- Velika loža Kentuckyja (eng. Grand Lodge of Kentucky)[80] je regularna velika loža u saveznoj državi Kentucky. Članstvo: COGMNA.
- Prince Hall velika loža Kentuckyja (Prince Hall Grand Lodge of Kentucky)[81]

### Louisiana
- Velika loža Louisiane (eng. Grand Lodge of Louisiana)[82] je regularna velika loža u saveznoj državi Louisiana. Članstvo: COGMNA.
- Prince Hall velika loža Louisiane (Prince Hall Grand Lodge of Louisiana)[83]
- Velika loža "John G. Jones" Države Louisiana (John G. Jones Grand Lodge State of Louisiana).[84] Članstvo: SOGLIA.
- Velika ujedinjena loža sv. Ivana Louisiane (United St. John's Grand Lodge of Louisiana)[85]
- Velika sveopća loža Louisiane (Universal Grand Lodge of Louisiana)[86]
- Prince Hall velika yorčka loža Louisiane (Prince Hall Grand Lodge York Masons of Louisiana)

### Maine
- Velika loža Mainea (eng. Grand Lodge of Maine)[87] je regularna velika loža u saveznoj državi Maine. Članstvo: COGMNA.

### Maryland
- Velika loža Marylanda (eng. Grand Lodge of Maryland)[88] je regularna velika loža u saveznoj državi Maryland. Članstvo: COGMNA.
- Prince Hall velika loža Marylanda i njezine nadležnosti (Prince Hall Grand Lodge of Maryland & Its Jurisdiction)[89] je regularna velika loža.
- Velika loža "Hiram" Marylanda (Hiram Grand Lodge of Maryland)[90]
- Velika loža "Izrael" Marylanda (Israel Grand Lodge of Maryland)[91] Članstvo: SOGLIA.
- Velika loža "King Douglas" (King Douglas Grand Lodge)[92]
- Velika loža "Maryland" (Maryland Grand Lodge)[93]

### Massachusetts
- Velika loža Massachusettsa (eng. Grand Lodge of Massachusetts)[94] je regularna velika loža u saveznoj državi Massachusetts. Članstvo: COGMNA.
- Prince Hall velika loža Massachusettsa (Prince Hall Grand Lodge of Massachusetts)[95] je regularna velika loža.
- Velika loža "George Washington rezbar" (George Washington Carver Grand Lodge)[96]

### Michigan
- Velika loža Michigana (eng. Grand Lodge of Michigan)[97] je regularna velika loža u saveznoj državi Michigan. Članstvo: COGMNA.
- Prince Hall velika loža Michigana (Prince Hall Grand Lodge of Michigan)[98] je regularna velika loža.
- Velika loža "Ponos istoka" (Pride of the East Grand Lodge)
- Velika loža "Ralph Bunche" (Ralph Bunche Grand Lodge). Nosi naziv po Ralphu Buncheu, američkom politologu i diplomatu.

### Minnesota
- Velika loža Minnesote (eng. Grand Lodge of Minnesota)[99] je regularna velika loža u saveznoj državi Minnesota. Članstvo: COGMNA.
- Prince Hall velika loža Minnesote (Prince Hall Grand Lodge of Minnesota)[100] je regularna velika loža.
- Velika loža "Sjevernjača" (North Star Grand Lodge)

### Mississippi
- Velika loža Mississippija (eng. Grand Lodge of Mississippi)[101] je regularna velika loža u saveznoj državi Mississippi. Članstvo: COGMNA.
- Prince Hall velika loža Mississippija (Prince Hall Grand Lodge of Mississippi)
- Velika loža "Kralj David" Mississippija (King David Grand Lodge of Mississippi)[102]
- Velika yorčka Prince Hall loža Mississippija (Prince Hall Grand Lodge York Masons of Mississippi)[103]
- Velika loža "Struna" Mississippija (Stringer Grand Lodge of Mississippi)

### Missouri
- Velika loža Missourija (eng. Grand Lodge of Missouri)[104] je regularna velika loža u saveznoj državi Missouri. Članstvo: COGMNA.
- Prince Hall velika loža Missourija (Prince Hall Grand Lodge of Missouri)[105] je regularna velika loža.
- Velika loža "Sveti Andrija" Missourija (St. Andrew Grand Lodge of Missouri). Nosi naziv po svetom Andriji.

### Montana
- Velika loža Montane (eng. Grand Lodge of Montana)[106] je regularna velika loža u saveznoj državi Montana. Članstvo: COGMNA.
- Prince Hall velika loža Oregona, Idaha i Montane (Prince Hall Grand Lodge of Oregon, Idaho, and Montana)[53] je regularna velika loža koja djeluje u tri savezne države, Oregon, Idaho i Montana.

### Nebraska
- Velika loža Nebraske (eng. Grand Lodge of Nebraska), skraćeno GLNe,[107] je regularna velika loža u saveznoj državi Nebraska. Članstvo: COGMNA.
- Prince Hall velika loža Nebraske (Prince Hall Grand Lodge of Nebraska)[108] je regularna velika loža.

### Nevada
- Velika loža Nevade (eng. Grand Lodge of Nevada)[109] je regularna velika loža u saveznoj državi Nevada. Članstvo: COGMNA.
- Prince Hall velika loža Nevade (Prince Hall Grand Lodge of Nevada)[110] je regularna velika loža.
- Velika loža "Sv. Marko" Nevade (St. Mark Grand Lodge of Nevada). Nosi naziv po svetom Marku.

### New Hampshire
- Velika loža New Hampshira (eng. Grand Lodge of New Hampshire)[111] je regularna velika loža u saveznoj državi New Hampshire. Članstvo: COGMNA.

### New Jersey
- Velika loža New Jerseyja (eng. Grand Lodge of New Jersey)[112] je regularna velika loža u saveznoj državi New Jersey. Članstvo: CMI i COGMNA.
- Prince Hall velika loža New Jerseyja (Prince Hall Grand Lodge of New Jersey)[113] je regularna velika loža.
- Velika loža "Kralj Vilim" New Jerseyja (King William Grand Lodge of New Jersey )
- Velika loža "Job" (Job Grand Lodge).[114] Nosi naziv po Jobu.
- Velika loža "Garden State" (Garden State Grand Lodge). Nosi naziv po Garden Stateu, službenom nadimku za New Jersey.
- Velika orijentalna loža New Jerseyja (Oriental Grand Lodge of New Jersey)[115]
- Velika regularna loža New Jerseyja (Regular Grand Lodge of New Jersey)
- Velika loža "Sv. Ivan" (St. John's Grand Lodge)

### New York
- Velika loža Države New York (eng. Grand Lodge of the State of New York)[116] je regularna velika loža u saveznoj državi New York. Članstvo: CMI i COGMNA.
- Prince Hall velika loža Države New York (Prince Hall Grand Lodge of the State of New York)[117] je regularna velika loža.
- Velika loža "Omega" (Omega Grand Lodge). Članstvo: CLIPSAS.
- Velika loža New Yorka (Grand Lodge of New York). Članstvo: CLIPSAS, SOGLIA.
- Velika loža Yorkčkog reda Države New York (Grand Lodge State of New York York Rite Masons)[118]
- Velika loža "Kralj Salomon" New Yorka (King Solomon Grand Lodge of New York). Članstvo: SOGLIA.
- Velika loža "Hiram" Države New York (Hiram Grand Lodge of the State of New York).[119] Članstvo: SOGLIA.
- Vrhovna velika loža modernih slobodnih i prihvaćenih zidara svijeta (Supreme Grand Lodge Modern Free and Accepted Masons of the World)[120]
- Velika državna loža "Šaronska ruža" (Rose of Sharon State Grand Lodge)

### Novi Meksiko
- Velika loža Novog Meksika (eng. Grand Lodge of New Mexico)[121] je regularna velika loža u saveznoj državi Novi Meksiko. Članstvo: COGMNA.
- Prince Hall velika loža Novog Meksika (Prince Hall Grand Lodge of New Mexico)[122] je regularna velika loža.

### Ohio
- Velika loža Ohija (eng. Grand Lodge of Ohio)[123] je regularna velika loža u saveznoj državi Ohio. Članstvo: COGMNA.
- Prince Hall velika loža Ohija (Prince Hall Grand Lodge of Ohio)[124] je regularna velika loža.
- Velika loža "Henok" (Enoch Grand Lodge). Nosi naziv po patrijarhu Henoku. Članstvo: SOGLIA.
- Velika loža "Heureka" Ohija (Eureka Grand Lodge of Ohio).

### Oklahoma
- Velika loža Oklahome (eng. Grand Lodge of Oklahoma)[125] je regularna velika loža u saveznoj državi Oklahoma. Članstvo: COGMNA.
- Prince Hall velika loža Oklahome (Prince Hall Grand Lodge of Oklahoma)[126] je regularna velika loža.
- Velika loža "Heureka" Oklahome (Eureka Grand Lodge of Oklahoma).

### Oregon
- Velika loža Oregona (eng. Grand Lodge of Oregon)[127] je regularna velika loža u saveznoj državi Oregon. Članstvo: COGMNA.
- Prince Hall velika loža Oregona, Idaha i Montane (Prince Hall Grand Lodge of Oregon, Idaho, and Montana)[53] je regularna velika loža koja djeluje u tri savezne države, Oregon, Idaho i Montana.

### Pennsylvania
- Velika loža Pennsylvanije (eng. Grand Lodge of Pennsylvania)[128] je regularna velika loža u saveznoj državi Pennsylvania. Članstvo: COGMNA.
- Prince Hall velika loža Pennsylvanije (Prince Hall Grand Lodge of Pennsylvania)[129] je regularna velika loža.
- Velika loža "Završni kamen" (Keystone Grand Lodge)

### Rhode Island
- Velika loža Otoka Rhode (eng. Grand Lodge of Rhode Island)[130] je regularna velika loža u saveznoj državi Rhode Island. Članstvo: COGMNA.
- Prince Hall velika loža Otoka Rhode (Prince Hall Grand Lodge of Rhode Island)[131] je regularna velika loža.

### Sjeverna Dakota
- Velika loža Sjeverne Dakote (eng. Grand Lodge of North Dakota)[132] je regularna velika loža u saveznoj državi Sjeverna Dakota. Članstvo: COGMNA.

### Sjeverna Karolina
- Velika loža Sjeverne Karoline (eng. Grand Lodge of North Carolina)[133] je regularna velika loža u saveznoj državi Sjeverna Karolina. Članstvo: COGMNA.
- Prince Hall velika loža Sjeverne Karoline i njezine nadležnosti (Prince Hall Grand Lodge of North Carolina and Jurisdiction)[134] je regularna velika loža.
- Velika ujedinjena loža Sjeverne Karoline (United Grand Lodge of North Carolina ). Članstvo: SOGLIA.
- Velika loža "Sv. Jakov" Sjeverne Karoline (St. James Grand Lodge of North Carolina)

### Tennessee
- Velika loža Tennesseeja (eng. Grand Lodge of Tennessee)[135] je regularna velika loža u saveznoj državi Tennessee. Članstvo: COGMNA.
- Prince Hall velika loža Tennesseeja (Prince Hall Grand Lodge of Tennessee)[136] je regularna velika loža.

### Teksas
- Velika loža Teksasa (eng. Grand Lodge of Texas)[137] je regularna velika loža u saveznoj državi Teksas. Članstvo: COGMNA.
- Prince Hall velika loža Teksasa (Prince Hall Grand Lodge of Texas)[138] je regularna velika loža.
- Velika meksička loža Teksasa (španj. Gran Logia Mexicana de Texas). Članstvo: ICUGL.
- Velika loža "Abraham" Teksasa (Abraham Grand Lodge of Texas). Nosi naziv po Abrahamu. Članstvo: SOGLIA.
- Velika loža "Obadija" Teksasa (Obadiah Grand Lodge of Texas). Nosi naziv po proroku Obadiji. Članstvo: SOGLIA.
- Velika loža "H.B. Turner" Teksasa (H.B. Turner Grand Lodge of Texas). Članstvo: SOGLIA.
- Velika loža "Pitagora" Teksasa (Pythagoras Grand Lodge of Texas). Nosi naziv po matematičaru Pitagori. Članstvo: SOGLIA.
- Velika loža "Gora Tabor" Teksasa (Mount Tabor Grand Lodge of Texas).[139] Nosi naziv po Gori Tabor u Izraelu. Članstvo: SOGLIA.
- Velika loža "Sv. Ivan" Teksasa (Saint John Grand Lodge of Texas). Članstvo: SOGLIA.
- Velika loža "Jedidiah" (Jedidiah Grand Lodge). Članstvo: SOGLIA.
- Velika loža "Kamen temeljac" (Cornerstone Grand Lodge). Članstvo: SOGLIA.
- Velika loža "Hiram kralj Tira" Teksasa (Hiram King Tyre Grand Lodge of Texas), skraćeno HKTGL.[140] Članstvo: SOGLIA.
- Velika loža "M.L. Curry" Teksasa (M.L. Curry Grand Lodge of Texas). Članstvo: SOGLIA.

### Utah
- Velika loža Utaha (eng. Grand Lodge of Utah)[141] je regularna velika loža u saveznoj državi Utah. Članstvo: COGMNA.
- Prince Hall velika loža Kolorada i njezine nadležnosti (Prince Hall Grand Lodge of Colorado and Its Jurisdiction)[79] je regularna velika loža koja pored Kolorada djeluje još i u Wyomingu i Utahu.

### Vermont
- Velika loža Vermonta (eng. Grand Lodge of Vermont)[142] je regularna velika loža u saveznoj državi Vermont. Članstvo: COGMNA.

### Virginija
- Velika loža Virginije (eng. Grand Lodge of Virginia)[143] je regularna velika loža u saveznoj državi Virginia. Članstvo: COGMNA.
- Prince Hall velika loža Virginije (Prince Hall Grand Lodge of Virginia)[144] je regularna velika loža.
- Velika suverena loža "Benaja" (Benaiah Sovereign Grand Lodge), skraćeno BSGL.[145] Članstvo: SOGLIA.
- Velika ujedinjena loža Virginije (United Grand Lodge of Virginia).[146] Članstvo: SOGLIA.

### Washington
- Velika loža Washingtona (eng. Grand Lodge of Washington)[147] je regularna velika loža u saveznoj državi Washington. Članstvo: COGMNA.
- Prince Hall velika loža za Državu Washington i njezine nadležnosti (Prince Hall Grand Lodge for the State of Washington and Jurisdiction )[148] je regularna velika loža.
- Velika loža "Sinovi Haitija" (Sons of Haiti Grand Lodge)

### Wisconsin
- Velika loža Wisconsina (eng. Grand Lodge of Wisconsin)[149] je regularna velika loža u saveznoj državi Wisconsin. Članstvo: COGMNA.
- Prince Hall velika loža Wisconsina (Prince Hall Grand Lodge of Wisconsin)[150] je regularna velika loža.

### Wyoming
- Velika loža Wyominga (eng. Grand Lodge of Wyoming)[151] je regularna velika loža u saveznoj državi Wyoming. Članstvo: COGMNA.
- Prince Hall velika loža Kolorada i njezine nadležnosti (Prince Hall Grand Lodge of Colorado and Its Jurisdiction)[79] je regularna velika loža koja pored Kolorada djeluje još i u Wyomingu i Utahu.

### Zapadna Virginija
- Velika loža Zapadne Virginije (eng. Grand Lodge of West Virginia)[152] je regularna velika loža u saveznoj državi Zapadna Virginia. Članstvo: COGMNA.
- Prince Hall velika loža Zapadne Virginije i njezine nadležnosti (Prince Hall Grand Lodge of West Virginia)[153]
- Velika loža "Kraljevski obrt" (Royal Craft Grand Lodge)